# Леррах (район)
Район Леррах (нім. Landkreis Lörrach) — район землі Баден-Вюртемберг, Німеччина. Район підпорядкований урядовому округу Фрайбург. Центром району є місто Леррах. Населення становить 228 842 ос. (станом на 31 грудня 2020), площа  — 806,81 км².

## Демографія
Густота населення в районі становить 276 чол./км².
| Рік             | Населення |
| --------------- | --------- |
| 31. грудня 1973 | 196.278   |
| 31. грудня 1975 | 193.655   |
| 31. грудня 1980 | 190.832   |
| 31. грудня 1985 | 190.822   |
| 27. травня 1987 | 191.004   |

| Рік             | Населення |
| --------------- | --------- |
| 31. грудня 1990 | 201.880   |
| 31. грудня 1995 | 212.122   |
| 31. грудня 2000 | 217.175   |
| 31. грудня 2005 | 221.357   |
| 31. грудня 2010 | 222.650   |

## Міста і громади
Район поділений на 8 міст, 27 громад.